# Neohouzeaua tavoyana
Neohouzeaua tavoyana är en gräsart som beskrevs av James Sykes Gamble. Neohouzeaua tavoyana ingår i släktet Neohouzeaua och familjen gräs. Inga underarter finns listade i Catalogue of Life.